# Spoorlijn Falköping - Nässjö

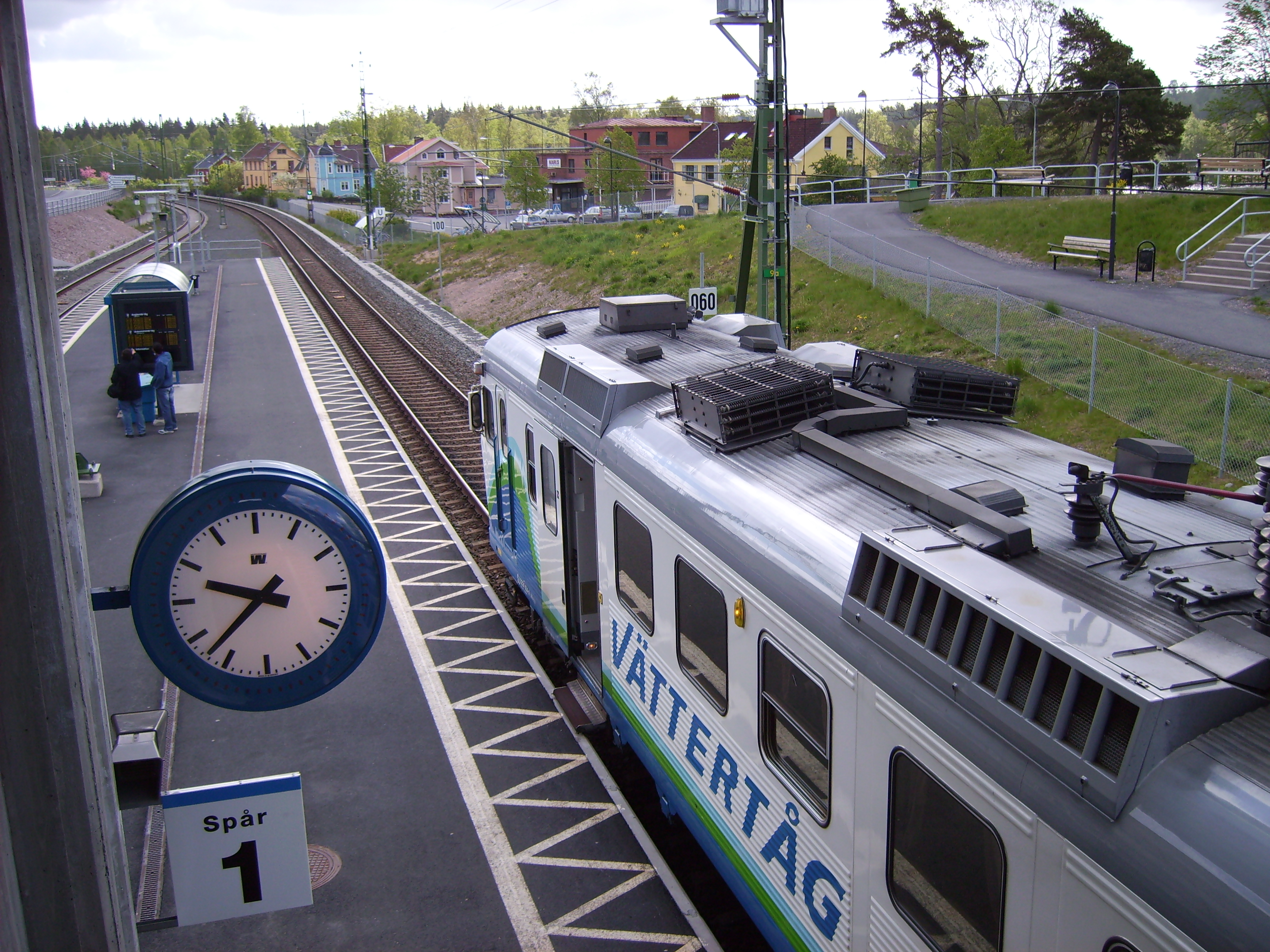
Spoorlijn Falköping - Nässjö bij station Mullsjö

De spoorlijn Falköping - Nässjö ook wel Zweeds:Jönköpingsbanan genoemd is een Zweedse spoorlijn tussen Falköping en Nässjö.

## Geschiedenis
Het traject tussen Falköping en Nässjö werd als onderdeel van Södra stambanan tussen 1862 en 1863 gebouwd door Statens Järnvägar (SJ).
In 1874 werd het traject van de Östra stambanan tussen Nässjö en Katrineholm geopend. Dit betekende een ontlasting van de Jönköpingsbanan en van het Västra stambanantraject tussen Falköping en Katrineholm.

#### Opening
Het traject tussen Falköping en Nässjö werd in fases geopend:
- Falköping (Ranten) – Mullsjö, 38 km: geopend op 8 november 1862
- Mullsjö – Jönköping, 31 km: geopend op 1 december 1863
- Nässjö – Jönköping, 60 km: geopend op 1 december 1864

### Geschiedenis Södra stambanan
Het traject van de Södra stambanan loopt tussen Stockholm C en Malmö C werd gebruikt door de huidige Södra stambanan de Västra stambanan en de toekomstige Götalandsbanan. 

### Plannen Götalandsbanan
Het toekomstige traject van de Götalandsbanan gaat tussen Göteborg C over Jönköping C en Linköping C en Södertälje naar Stockholm C lopen en maakt hierbij gebruik van een deel van de huidige Södra stambanan. 

### Toekomst
Het is de bedoeling om het traject van de Jönköpingsbanan na het jaar 2010 uit te bouwen met een tweede spoor en het aantal overwegen drastisch te verminderen waardoor de baanvaksnelheid omhoog kan.

## Aansluitingen
In de volgende plaatsen was of is er een aansluiting van de volgende spoorwegmaatschappijen:

### Falköping (Ranten)
- Västra stambanan spoorlijn tussen Stockholm C en Göteborg C
- Halmstad - Nässjö Järnvägar (HNJ) spoorlijn tussen Halmstad en Falköping
- Södra stambanan spoorlijn tussen Falköping C en Malmö C
  - Jörnkopingsbanan spoorlijn tussen Falköping C en Nässjö
- Halmstad - Nässjö Järnvägar (HNJ) spoorlijn tussen Halmstad en Falköping
- Central järnvägen (VCJ) spoorlijn tussen Falköping C en Åsarp
- Spoorlijn Falköping C - Uddag spoorlijn tussen Falköping C en Uddag
- Halmstad - Nässjö Järnvägar (HNJ) spoorlijn tussen Halmstad en Nässjö

### Vartofta
- Södra stambanan spoorlijn tussen Falköping C en Malmö C
  - Jörnkopingsbanan spoorlijn tussen Falköping C en Nässjö
- Tidaholms Järnväg (TJ) spoorlijn tussen Vartofta en Tidaholm
- Ulricehamns Järnväg (UJ) spoorlijn tussen Åsarp en Vartofta

### Jönköping
- Södra stambanan spoorlijn tussen Falköping C en Malmö C
  - Jörnkopingsbanan spoorlijn tussen Falköping C en Nässjö
- Halmstad - Nässjö Järnvägar (HNJ) spoorlijn tussen Halmstad en Nässjö

### Nässjö
- Södra stambanan spoorlijn tussen Falköping C en Malmö C
  - Jörnkopingsbanan spoorlijn tussen Falköping C en Nässjö
- Östra stambanan spoorlijn tussen Katrineholm C -Norrköping - Nässjö
- Sävsjöström - Nässjö Järnväg (SäNJ) spoorlijn tussen Sävsjöström en Nässjö
  - Bockabanan spoorlijn tussen Nässjö en Eksjö en naar Hultfred
  - Kalmar Järnvägar (KJ) spoorlijn tussen Kalmar en Nässjö
- Halmstad - Nässjö Järnvägar (HNJ) spoorlijn tussen Halmstad en Nässjö

## ATC
Het traject is voorzien van het zogenaamde Automatische Tågkontroll (ATC). Ook wordt het traject na het jaar 2010 uitgevoerd met het treinbeïnvloedingsysteem ERTMS.

## Elektrische tractie
Het traject werd in 1932 geëlektrificeerd met een spanning van 15.000 volt 16 2/3 Hz wisselstroom.